# Philippe Collin

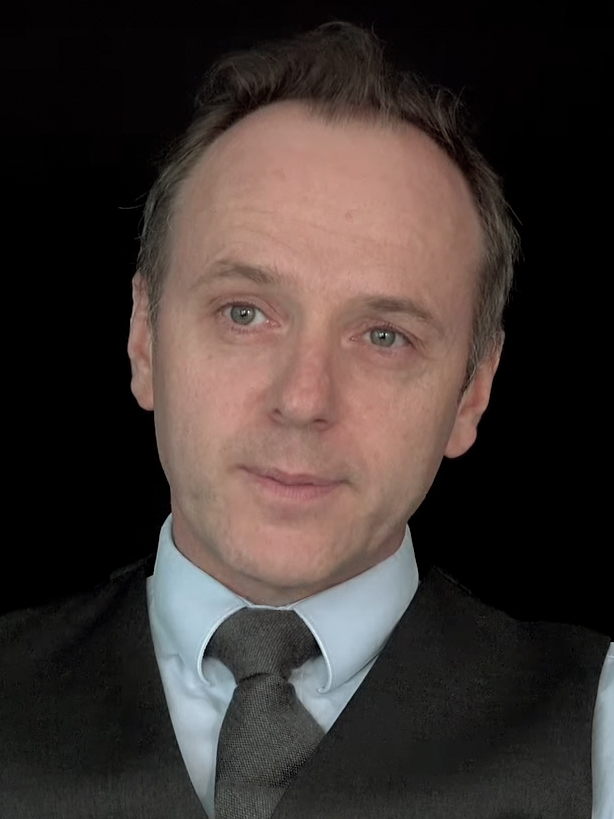
Philippe Collin (2018)

Philippe Collin (* 6. April 1975 in Brest (Finistère), Frankreich) ist ein französischer Radiomoderator und Journalist in Radio und Fernsehen sowie ein Autor.
Nach seinem Studium der Geschichte an der UBO (Université de Bretagne Occidentale) in Brest, begann er seine Laufbahn als Kolumnist für die Sendung "A toute allure" von Gérard Lefort, von 1999 bis 2001 beim französischen öffentlich-rechtlichen Radiosender "France Inter" und von 2004 bis 2006 in der wöchentlichen Kultursendung "Charivari" von Frédéric Bonnaud auf France Inter. Im Sommer 2005 leitete er die Sendung "Comme un ouragon" und dann "Panique au Mangin Palace" von September 2005 bis Juni 2010. Zwischen September 2008 und Juni 2010 führt er die Sendung "Panique au Ministère Psychique", dann "La cellule de dégrisement", in derselben schrägen  Machart  und ein wenig dreister als "Mangin Palace". Im Juli 2010 betreibt er die Sendung "Les persifleur du Mal" und ab September "5/7 Boulevard" – in Anspielung auf den Sunset Boulevard in Los Angeles. Anfang 2011 wird diese Sendung zu "Downtown" mit Xavier Mauduit.
Im französischen Fernsehen hat er mit Michel Denisot in der Sendung „Le Grand Journal“ auf dem Sender Canal+ zusammengearbeitet.
Seit dem 8. Januar 2012 ist er Co-Autor der Kultursendung Abgedreht! auf arte mit Frédéric Bonnaud und Xavier Mauduit. In der Sendung leiht er seine Stimme wöchentlich unterschiedlichen Filmcharakteren, die in Form eines Mash-up's durch die Sendung führen.
Zudem ist er Comicszenarist und hat mit dem Zeichner Sebastien Goethals die Bände „Die Reise des Marcel Grob“ und „Das Spiel der Brüder Werner“ veröffentlicht. 2025 veröffentliche Collin mit „Der Barmann des Ritz“ seinen ersten Roman.